# Parafia św. Jana od Krzyża w Starosiedlu
Parafia św. Jana od Krzyża w Starosiedlu – parafia rzymskokatolicka, terytorialnie i administracyjnie należąca do diecezji zielonogórsko-gorzowskiej i dekanatu Gubin. Została erygowana 12 lutego 1946 roku. W parafii posługują księża diecezjalni.